# Colobopsis saundersi
Colobopsis saundersi (лат.) — вид муравьёв рода Colobopsis  (ранее в составе рода кампонотус, Camponotus) подсемейства формицины (Formicinae).

## Распространение
Встречается в Малайзии и Брунее.

## Описание
Две заполненные клейким ядовитым секретом мандибулярные железы расположены во всю длину тела муравья-солдата. Если муравей проигрывает сражение, он чрезмерно сокращает мышцы брюшка и разрывает своё тело в результате аутотизиса, разбрызгивая клейкий секрет во всех направлениях. Клей опутывает и останавливает все близлежащие жертвы.